# Seria GP2 – Baku 2016
Runda GP2 na torze Baku City Circuit – trzecia runda mistrzostw serii GP2 w sezonie 2016.

## Lista startowa
| Nr | Kierowca            | Zespół                  | Samochód       | Silnik              | Opony |
| -- | ------------------- | ----------------------- | -------------- | ------------------- | ----- |
| 1  | Nobuharu Matsushita | ART Grand Prix          | Dallara GP2/11 | Mecachrome V8 4.00l | P     |
| 2  | Siergiej Sirotkin   | ART Grand Prix          | Dallara GP2/11 | Mecachrome V8 4.00l | P     |
| 3  | Norman Nato         | Racing Engineering      | Dallara GP2/11 | Mecachrome V8 4.00l | P     |
| 4  | Jordan King         | Racing Engineering      | Dallara GP2/11 | Mecachrome V8 4.00l | P     |
| 5  | Alex Lynn           | DAMS                    | Dallara GP2/11 | Mecachrome V8 4.00l | P     |
| 6  | Nicholas Latifi     | DAMS                    | Dallara GP2/11 | Mecachrome V8 4.00l | P     |
| 7  | Mitch Evans         | Pertamina Campos Racing | Dallara GP2/11 | Mecachrome V8 4.00l | P     |
| 8  | Sean Gelael         | Pertamina Campos Racing | Dallara GP2/11 | Mecachrome V8 4.00l | P     |
| 9  | Raffaele Marciello  | Russian Time            | Dallara GP2/11 | Mecachrome V8 4.00l | P     |
| 10 | Artiom Markiełow    | Russian Time            | Dallara GP2/11 | Mecachrome V8 4.00l | P     |
| 11 | Gustav Malja        | Rapax                   | Dallara GP2/11 | Mecachrome V8 4.00l | P     |
| 12 | Arthur Pic          | Rapax                   | Dallara GP2/11 | Mecachrome V8 4.00l | P     |
| 14 | Philo Paz Armand    | Trident                 | Dallara GP2/11 | Mecachrome V8 4.00l | P     |
| 15 | Luca Ghiotto        | Trident                 | Dallara GP2/11 | Mecachrome V8 4.00l | P     |
| 18 | Sergio Canamasas    | Carlin                  | Dallara GP2/11 | Mecachrome V8 4.00l | P     |
| 19 | Marvin Kirchhöfer   | Carlin                  | Dallara GP2/11 | Mecachrome V8 4.00l | P     |
| 20 | Antonio Giovinazzi  | Prema Racing            | Dallara GP2/11 | Mecachrome V8 4.00l | P     |
| 21 | Pierre Gasly        | Prema Racing            | Dallara GP2/11 | Mecachrome V8 4.00l | P     |
| 22 | Oliver Rowland      | MP Motorsport           | Dallara GP2/11 | Mecachrome V8 4.00l | P     |
| 23 | Daniël de Jong      | MP Motorsport           | Dallara GP2/11 | Mecachrome V8 4.00l | P     |
| 24 | Nabil Jeffri        | Arden International     | Dallara GP2/11 | Mecachrome V8 4.00l | P     |
| 25 | Jimmy Eriksson      | Arden International     | Dallara GP2/11 | Mecachrome V8 4.00l | P     |
| Nr | Kierowca            | Zespół                  | Samochód       | Silnik              | Opony |

## Wyniki

### Sesja treningowa
| Nr | Kierowca    | Konstruktor        | Czas     | Okr. |
| -- | ----------- | ------------------ | -------- | ---- |
| 3  | Norman Nato | Racing Engineering | 1:55,394 | 16   |

### Kwalifikacje
Źródło: gp2series.com
| Poz. | Nr | Kierowca            | Konstruktor             | Czas     | Poz. s. |
| ---- | -- | ------------------- | ----------------------- | -------- | ------- |
| 1    | 20 | Antonio Giovinazzi  | Prema Racing            | 1:51,752 | 1       |
| 2    | 1  | Nobuharu Matsushita | ART Grand Prix          | 1:51,841 | 2       |
| 3    | 2  | Siergiej Sirotkin   | ART Grand Prix          | 1:52,532 | 3       |
| 4    | 9  | Raffaele Marciello  | Russian Time            | 1:52,555 | 4       |
| 5    | 15 | Luca Ghiotto        | Trident                 | 1:52,691 | 5       |
| 6    | 22 | Oliver Rowland      | MP Motorsport           | 1:52,739 | 6       |
| 7    | 19 | Marvin Kirchhöfer   | Carlin                  | 1:52,756 | 7       |
| 8    | 21 | Pierre Gasly        | Prema Racing            | 1:52,760 | 8       |
| 9    | 3  | Norman Nato         | Racing Engineering      | 1:52,929 | 9       |
| 10   | 18 | Sergio Canamasas    | Carlin                  | 1:52,962 | 10      |
| 11   | 4  | Jordan King         | Racing Engineering      | 1:52,962 | 11      |
| 12   | 10 | Artiom Markiełow    | Russian Time            | 1:53,040 | 12      |
| 13   | 5  | Alex Lynn           | DAMS                    | 1:53,092 | 13      |
| 14   | 6  | Nicholas Latifi     | DAMS                    | 1:53,226 | 14      |
| 15   | 7  | Mitch Evans         | Pertamina Campos Racing | 1:53,401 | 15      |
| 16   | 12 | Arthur Pic          | Rapax                   | 1:53,702 | 16      |
| 17   | 23 | Daniël de Jong      | MP Motorsport           | 1:54,000 | 17      |
| 18   | 25 | Jimmy Eriksson      | Arden International     | 1:54,034 | 18      |
| 19   | 11 | Gustav Malja        | Rapax                   | 1:54,213 | 19      |
| 20   | 8  | Sean Gelael         | Pertamina Campos Racing | 1:54,717 | 20      |
| 21   | 24 | Nabil Jeffri        | Arden International     | 1:55,333 | 21      |
| 22   | 14 | Philo Paz Armand    | Trident                 | 1:57,692 | 22      |
| Poz. | Nr | Kierowca            | Konstruktor             | Czas     | Poz. s. |

### Główny wyścig

#### Wyścig
Źródło: Wyprzedź Mnie!
| P                 | + / –     | Nr | Kierowca            | Konstruktor             | Okr. | Czas / Strata | Komentarz |
| ----------------- | --------- | -- | ------------------- | ----------------------- | ---- | ------------- | --------- |
| 1                 | Bez zmian | 20 | Antonio Giovinazzi  | Prema Racing            | 26   | 1:03:05,420   |           |
| 2                 | 1         | 2  | Siergiej Sirotkin   | ART Grand Prix          | 26   | +0:01,233     |           |
| 3                 | 1         | 9  | Raffaele Marciello  | Russian Time            | 26   | +0:01,343     |           |
| 4                 | 2         | 22 | Oliver Rowland      | MP Motorsport           | 26   | +0:02,141     |           |
| 5                 | 10        | 7  | Mitch Evans         | Pertamina Campos Racing | 26   | +0:02,628     |           |
| 6                 | 4         | 1  | Nobuharu Matsushita | ART Grand Prix          | 26   | +0:03,110     |           |
| 7                 | 13        | 8  | Sean Gelael         | Pertamina Campos Racing | 26   | +0:05,808     |           |
| 8                 | 9         | 23 | Daniël de Jong      | MP Motorsport           | 26   | +0:06,663     |           |
| 9                 | 4         | 15 | Luca Ghiotto        | Trident                 | 26   | +0:07,058     |           |
| 10                | 9         | 11 | Gustav Malja        | Rapax                   | 26   | +0:07,595     |           |
| 11                | 7         | 25 | Jimmy Eriksson      | Arden International     | 24   | +2 okr.       |           |
| 12                | 1         | 4  | Jordan King         | Racing Engineering      | 24   | +2 okr.       |           |
| Niesklasyfikowani |           |    |                     |                         |      |               |           |
|                   |           | 3  | Norman Nato         | Racing Engineering      | 18   | +8 okr.       |           |
|                   |           | 24 | Nabil Jeffri        | Arden International     | 14   | +12 okr.      |           |
|                   |           | 12 | Arthur Pic          | Rapax                   | 7    | +19 okr.      |           |
|                   |           | 10 | Artiom Markiełow    | Russian Time            | 7    | +19 okr.      |           |
|                   |           | 14 | Philo Paz Armand    | Trident                 | 5    | +21 okr.      |           |
|                   |           | 18 | Sergio Canamasas    | Carlin                  | 0    | +26 okr.      |           |
|                   |           | 21 | Pierre Gasly        | Prema Racing            | 0    | +26 okr.      |           |
|                   |           | 6  | Nicholas Latifi     | DAMS                    | 0    | +26 okr.      |           |
|                   |           | 19 | Marvin Kirchhöfer   | Carlin                  | 0    | +26 okr.      |           |
|                   |           | 5  | Alex Lynn           | DAMS                    | 0    | +26 okr.      |           |
| P                 | + / –     | Nr | Kierowca            | Konstruktor             | Okr. | Czas / Strata | Komentarz |

#### Najszybsze okrążenie
| Nr | Kierowca            | Konstruktor    | Czas     | Okr. |
| -- | ------------------- | -------------- | -------- | ---- |
| 1  | Nobuharu Matsushita | ART Grand Prix | 1:56,086 | 18   |

### Sprint

#### Wyścig
Źródło: Wyprzedź Mnie!
| P                 | + / – | Nr | Kierowca            | Konstruktor             | Okr. | Czas / Strata | Komentarz |
| ----------------- | ----- | -- | ------------------- | ----------------------- | ---- | ------------- | --------- |
| 1                 | 7     | 20 | Antonio Giovinazzi  | Prema Racing            | 21   | 44:49,606     |           |
| 2                 | 17    | 21 | Pierre Gasly        | Prema Racing            | 21   | +0:01,763     |           |
| 3                 | 4     | 2  | Siergiej Sirotkin   | ART Grand Prix          | 21   | +0:04,179     |           |
| 4                 | 8     | 4  | Jordan King         | Racing Engineering      | 21   | +0:05,672     |           |
| 5                 | 11    | 10 | Artiom Markiełow    | Russian Time            | 21   | +0:14,809     |           |
| 6                 | 12    | 18 | Sergio Canamasas    | Carlin                  | 21   | +0:16,151     |           |
| 7                 | 7     | 24 | Nabil Jeffri        | Arden International     | 21   | +0:17,693     |           |
| 8                 | 7     | 12 | Arthur Pic          | Rapax                   | 21   | +0:18,240     |           |
| 9                 | 13    | 5  | Alex Lynn           | DAMS                    | 21   | +0:19,856     |           |
| 10                | 11    | 19 | Marvin Kirchhöfer   | Carlin                  | 21   | +0:22,745     |           |
| 11                | 5     | 9  | Raffaele Marciello  | Russian Time            | 21   | +0:23,645     |           |
| 12                | 3     | 15 | Luca Ghiotto        | Trident                 | 21   | +0:26,490     |           |
| 13                | 7     | 6  | Nicholas Latifi     | DAMS                    | 21   | +0:28,862     |           |
| 14                | 13    | 23 | Daniël de Jong      | MP Motorsport           | 21   | +0:52,851     |           |
| 15                | 10    | 22 | Oliver Rowland      | MP Motorsport           | 20   | +1 okr.       |           |
| Niesklasyfikowani |       |    |                     |                         |      |               |           |
|                   |       | 1  | Nobuharu Matsushita | ART Grand Prix          | 13   | +8 okr.       |           |
|                   |       | 7  | Mitch Evans         | Pertamina Campos Racing | 12   | +9 okr.       |           |
|                   |       | 8  | Sean Gelael         | Pertamina Campos Racing | 11   | +10 okr.      |           |
|                   |       | 11 | Gustav Malja        | Rapax                   | 11   | +10 okr.      |           |
|                   |       | 14 | Philo Paz Armand    | Trident                 | 9    | +12 okr.      |           |
|                   |       | 3  | Norman Nato         | Racing Engineering      | 9    | +12 okr.      |           |
|                   |       | 25 | Jimmy Eriksson      | Arden International     | 7    | +14 okr.      |           |
| P                 | + / – | Nr | Kierowca            | Konstruktor             | Okr. | Czas / Strata | Komentarz |

#### Najszybsze okrążenie
| Nr | Kierowca           | Konstruktor  | Czas     | Okr. |
| -- | ------------------ | ------------ | -------- | ---- |
| 20 | Antonio Giovinazzi | Prema Racing | 1:54,792 | 16   |

## Klasyfikacja po zakończeniu rundy

### Kierowcy
| P  | +/− | Kierowca            | Starty | Punkty | P1 | P2 | P3 | PP | NO | NS |
| -- | --- | ------------------- | ------ | ------ | -- | -- | -- | -- | -- | -- |
| 1  | +1  | Artiom Markiełow    | 6      | 54     | 1  | –  | –  | –  | 1  | 1  |
| 2  | −1  | Norman Nato         | 6      | 49     | 1  | 1  | –  | –  | 1  | 2  |
| 3  | +14 | Antonio Giovinazzi  | 6      | 46     | 2  | –  | –  | 1  | 1  | 1  |
| 4  | 0   | Pierre Gasly        | 6      | 45     | –  | 2  | 1  | 1  | 1  | 1  |
| 5  | 0   | Raffaele Marciello  | 6      | 43     | –  | –  | 2  | –  | –  | –  |
| 6  | −3  | Alex Lynn           | 6      | 41     | 1  | –  | –  | –  | –  | 1  |
| 7  | 0   | Oliver Rowland      | 6      | 34     | –  | –  | 1  | –  | –  | –  |
| 8  | −2  | Nobuharu Matsushita | 6      | 32     | 1  | –  | –  | –  | 2  | 1  |
| 9  | +4  | Siergiej Sirotkin   | 6      | 32     | –  | 1  | 1  | 1  | –  | 3  |
| 10 | 0   | Mitch Evans         | 6      | 28     | –  | –  | –  | –  | –  | 1  |
| 11 | 0   | Jordan King         | 6      | 24     | –  | –  | 1  | –  | –  | 1  |
| 12 | −4  | Nicholas Latifi     | 6      | 20     | –  | 1  | –  | –  | –  | 3  |
| 13 | −4  | Marvin Kirchhöfer   | 6      | 18     | –  | 1  | –  | –  | –  | 1  |
| 14 | −2  | Sergio Canamasas    | 6      | 14     | –  | –  | –  | –  | –  | 1  |
| 15 | +4  | Sean Gelael         | 6      | 6      | –  | –  | –  | –  | –  | 2  |
| 16 | −1  | Daniël de Jong      | 6      | 6      | –  | –  | –  | –  | –  | –  |
| 17 | −3  | Gustav Malja        | 6      | 3      | –  | –  | –  | –  | –  | 1  |
| 18 | +4  | Nabil Jeffri        | 6      | 2      | –  | –  | –  | –  | –  | 2  |
| 19 | −3  | Arthur Pic          | 6      | 2      | –  | –  | –  | –  | –  | 2  |
| 20 | −2  | Luca Ghiotto        | 6      | 2      | –  | –  | –  | –  | –  | 2  |
| 21 | −1  | Jimmy Eriksson      | 6      | 0      | –  | –  | –  | –  | –  | 2  |
| 22 | −1  | Philo Paz Armand    | 6      | 0      | –  | –  | –  | –  | –  | 5  |
| P  | +/− | Kierowca            | Starty | Punkty | P1 | P2 | P3 | PP | NO | NS |

### Zespoły
| P  | +/− | Konstruktor             | Starty | Punkty | P1 | P2 | P3 | PP | NO | NS |
| -- | --- | ----------------------- | ------ | ------ | -- | -- | -- | -- | -- | -- |
| 1  | 0   | Russian Time            | 12     | 97     | 1  | –  | 2  | –  | 1  | 1  |
| 2  | +2  | Prema Racing            | 12     | 91     | 2  | 2  | 1  | 5  | 2  | 2  |
| 3  | −1  | Racing Engineering      | 12     | 73     | 1  | 1  | 1  | –  | 2  | 3  |
| 4  | +2  | ART Grand Prix          | 12     | 64     | 1  | 1  | 1  | 2  | 2  | 4  |
| 5  | −2  | DAMS                    | 12     | 61     | 1  | 1  | –  | –  | –  | 4  |
| 6  | +1  | MP Motorsport           | 12     | 40     | –  | –  | 1  | –  | –  | –  |
| 7  | +1  | Pertamina Campos Racing | 12     | 34     | –  | –  | –  | –  | –  | 3  |
| 8  | −3  | Carlin                  | 12     | 32     | –  | 1  | –  | –  | –  | 2  |
| 9  | 0   | Rapax                   | 12     | 5      | –  | –  | –  | –  | –  | 3  |
| 10 | +1  | Arden International     | 12     | 2      | –  | –  | –  | –  | –  | 4  |
| 11 | −1  | Trident                 | 12     | 2      | –  | –  | –  | –  | –  | 7  |
| P  | +/− | Kierowca                | Starty | Punkty | P1 | P2 | P3 | PP | NO | NS |